# Après l'hégémonie
Après l'hégémonie - Coopération et désaccord dans l'économie politique internationale est un ouvrage de Robert Keohane. 

## Explication
L'auteur montre que la coopération multilatérale est possible en l'absence d'une puissance hégémonique. La crise du multilatéralisme provoquée par les États-Unis à la fin de la Deuxième Guerre mondiale ne signifie nécessairement pas la fin du multilatéralisme. Keohane lutte ainsi contre l'idée que le déclin de la puissance américaine conduit nécessairement à la disparition des régimes internationaux.
La thèse centrale de Keohane, résolument néo-institutionnaliste, est que les institutions multilatérales sont utiles aux États. Une plus grande institutionnalisation de la vie internationale, à savoir le développement d'accords internationaux, de régimes internationaux ou d'organisations internationales, permettrait de gérer voire de maîtriser les conflits mondiaux.
Le principal rôle des institutions multilatérales est d'inciter les États membres à davantage respecter leurs engagements. En effet, elles élèvent les coûts du non-respect des engagements, c'est-à-dire exposent davantage les États membres à de possibles représailles, et donne de l'importance à la conservation d'une bonne réputation. Les institutions réduisent « the costs of making, monitoring and enforcing rules – the transation costs – provide information and facilitate the making of credible committments ».
Dans son introduction à la version française de l'ouvrage, Mario Telò estime que cet ouvrage de référence permet d'imaginer l'instauration d'un nouveau multilatéralisme : « [Cet ouvrage offre] un message d'espoir pour les jeunes générations: il est possible d'instaurer un multilatéralisme renouvelé (sans puissance hégémonique, plus équilibré, plus légitime et plus efficace), cadre favorable pour une paix mondiale durable et plus juste. » 
Ce multilatéralisme renouvelé n'est pas utopique, mais repose sur certaines conditions détaillées dans Après l'hégémonie.